# Rinyaszentkirály
Rinyaszentkirály è un comune dell'Ungheria di 428 abitanti (dati 2001) situato nella contea di Somogy, nell'Ungheria centro-occidentale.